# Бунде (Німеччина)
Бунде (нім. Bunde) — сільська громада в Німеччині, розташована в землі Нижня Саксонія. Входить до складу району Лер.
Площа — 121 км2. Населення становить 7731 ос. (станом на 31 грудня 2021).